# Ophiomyia
Ophiomyia is een geslacht van vliegen uit de familie van de mineervliegen (Agromyzidae).

## Soorten
- O. abutilivora Spencer, 1986
- O. aeneonitens (Strobl, 1893)
- O. alliariae Hering, 1954
- O. ambrosia Spencer, 1981
- O. apta Spencer, 1981
- O. aquilegiana Lundqvist, 1947
- O. arizonensis Spencer, 1986
- O. asparagi Spencer, 1964
- O. asterovora Spencer, 1969
- O. asymmetrica Spencer, 1986
- O. banffensis Spencer, 1969
- O. beckeri (Hendel, 1923)
- O. bernardinensis Spencer, 1981
- O. bohemica Cerny, 1994
- O. boulderensis Spencer, 1986
- O. buccata Hendel, 1931
- O. camarae Spencer, 1963
- O. campanularum Stary, 1930
- O. carolinae Spencer, 1986
- O. carolinensis Spencer, 1986
- O. cichorii Hering, 1949
- O. collini Spencer, 1971
- O. commendata Spencer, 1981
- O. congregata (Malloch, 1913)
- O. coniceps (Malloch, 1915)
- O. cornifera Hendel, 1920
- O. cunctata (Hendel, 1920)
- O. cursae Pakalniskis, 1994
- O. curvipalpis (Zetterstedt, 1848)
- O. chondrillae Spencer, 1986
- O. debilis Spencer, 1981
- O. definita Spencer, 1981
- O. delecta Spencer, 1981
- O. delphinii Hendel, 1928
- O. devia Spencer, 1981
- O. disordens Pakalniskis, 1998
- O. duodecima Spencer, 1969
- O. eldorensis Spencer, 1986
- O. eucodonus Hering, 1960
- O. falcifera Monteiro, Barbosa & Esposito, 2019
- O. fastella Spencer, 1981
- O. fennoniensis Spencer, 1976
- O. fida Spencer, 1982
- O. frosti Spencer, 1986
- O. galii Hering, 1937
- O. gentilis Spencer, 1973
- O. gnaphalii Hering, 1949
- O. haydeni Spencer, 1973
- O. heracleivora Spencer, 1957
- O. heringi Stary, 1930
- O. hieracii Spencer, 1964
- O. improvisa Spencer, 1966
- O. inaequabilis (Hendel, 1931)
- O. io Pakalniskis, 1998
- O. ivinskisi Pakalniskis, 1996
- O. jacintensis Spencer, 1981
- O. kingsmerensis Spencer, 1969
- O. labiatarum hering, 1937
- O. lacertosa Spencer, 1973
- O. lantanae (Froggat, 1919)
- O. lassa Spencer, 1981
- O. lauta (Spencer, 1969)
- O. levata Spencer, 1981
- O. lippiae Spencer, 1966
- O. longilingua (Hendel, 1920)
- O. maculata Spencer, 1981
- O. malitiosa Spencer, 1981
- O. maura (Meigen, 1838)
- O. melandricaulis Hering, 1943
- O. melandryi de Meijere, 1924
- O. melica Spencer, 1981
- O. mohelensis Cerny, 1994
- O. monticola Sehgal, 1968
- O. moravica Cerny, 1994
- O. nasuta (Melander, 1913)
- O. nona Spencer, 1969
- O. obstipa Spencer, 1973
- O. octava Spencer, 1969
- O. ononidis Spencer, 1966
- O. orbiculata (Hendel, 1931)
- O. orientalis Cerny, 1994
- O. paramaura Pakalniskis, 1994
- O. parva Spencer, 1986
- O. parvella (Spencer, 1973)
- O. penicillata Hendel, 1920
- O. phaseoli (Tryon, 1895)
- O. pinguis (Fallen, 1820)
- O. praecisa Spencer, 1969
- O. prima Spencer, 1969
- O. proboscidea (Strobl, 1900)
- O. pseudonasuta Cerny, 1994
- O. pulicaria (Meigen, 1830)
- O. quarta Spencer, 1969
- O. quinta Spencer, 1969
- O. ranunculicaulis Hering, 1949
- O. rapta Hendel, 1931
- O. rostrata (Hendel, 1920)
- O. secunda Spencer, 1969
- O. senecionina Hering, 1944
- O. septima Spencer, 1969
- O. sexta Spencer, 1969
- O. shastensis Spencer, 1981
- O. similata (Malloch, 1918)
- O. simplex (Loew, 1869)
- O. skanensis Spencer, 1976
- O. slovaca Cerny, 1994
- O. spenceri Cerny, 1985
- O. stenophaga Pakalniskis, 1998
- O. stricklandi Sehgal, 1971
- O. suavis Spencer, 1966
- O. subheracleivora Cerny, 1994
- O. submaura Hering, 1926
- O. subpraecisa Spencer, 1986
- O. tertia Spencer, 1969
- O. texana (Malloch, 1913)
- O. texella Spencer, 1986
- O. thalictricaulis Hering, 1962
- O. tiliae (Couden, 1908)
- O. tranquilla Pakalniskis, 1998
- O. undecima Spencer, 1969
- O. verbasci Cerny, 1991
- O. vibrissata (Malloch, 1913)
- O. vimmeri Cerny, 1994
- O. virginiensis Spencer, 1986
- O. vitiosa Spencer, 1964
- O. vockerothi Spencer, 1986
- O. wabamunensis Spencer, 1969
- O. yolensis Spencer, 1981